# Tam-tam
Pour les articles homonymes, voir Tam-Tam.
Ne doit pas être confondu avec Tama (instrument) ou Gong (instrument).

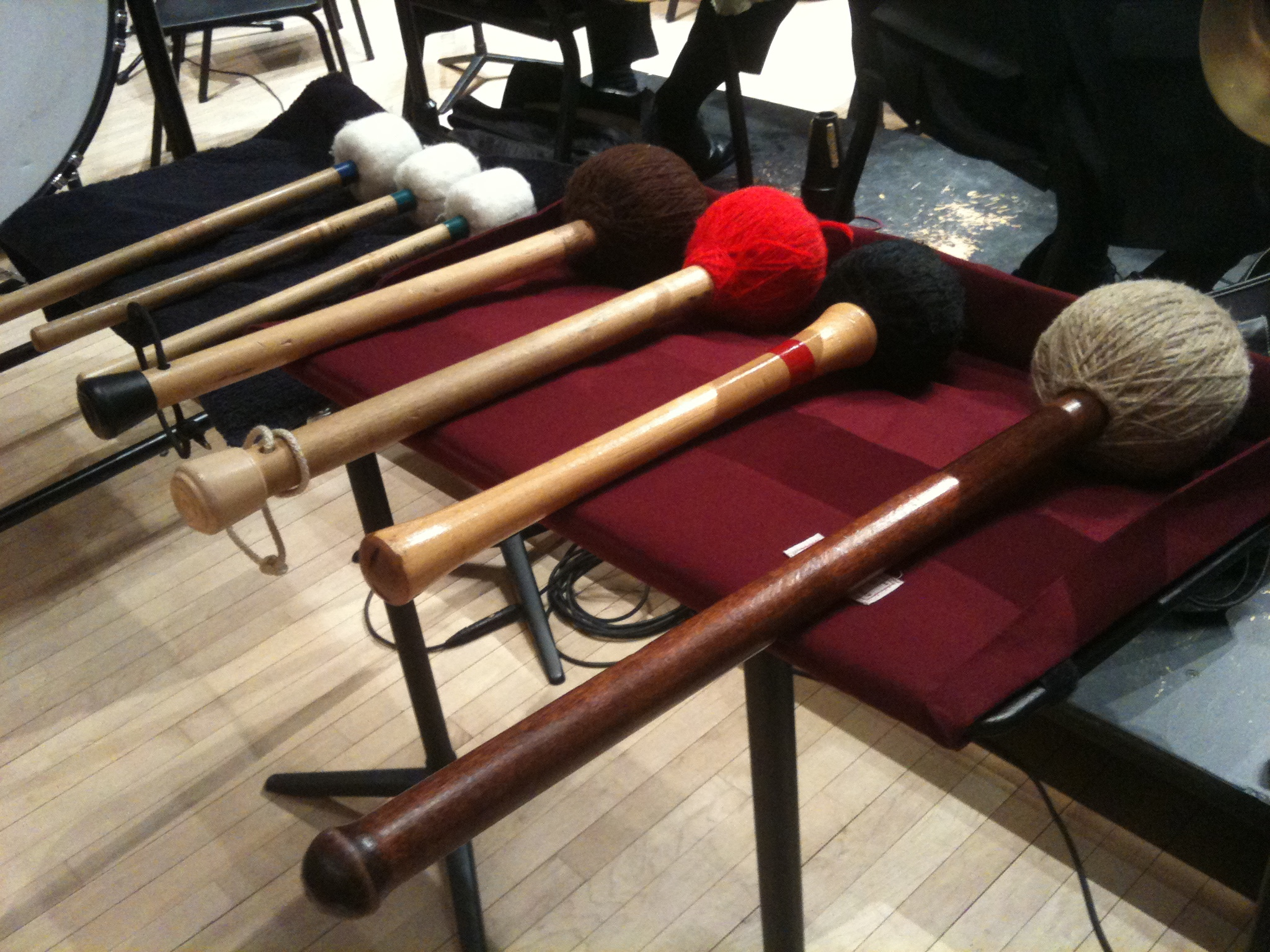
Maillets de grosse caisse et de tam-tam préparés pour une exécution de la cantate Alexandre Nevski.

Un tam-tam, ou bien tamtam, est un large disque de métal à bords légèrement relevés et suspendu. Il se frappe à l'aide d'un maillet ou d'une baguette.
Cet instrument de percussion, en usage dans la musique orientale, ressemble au gong ; la différence est que le tam-tam émet un son indéterminé, composé d’une gamme continue de fréquences ne permettant pas d’identifier une note précise, alors que le gong produit un son de hauteur définie.
Son nom le fait souvent confondre avec un terme générique désignant divers instruments de percussion non métalliques d'origine africaine ou amérindienne, plus particulièrement ceux dont l’intensité sonore les rend aptes à un emploi pour la transmission de messages à distance.
François-Joseph Gossec l'a utilisé pour la première fois en Europe en 1791 dans la Marche funèbre composée à la mort de Mirabeau. Par la suite, il a été utilisé, par exemple, dans le Requiem en do mineur de Luigi Cherubini, dans Roméo et Juliette de Daniel Steibelt en 1793, et dans La Vestale de Gaspare Spontini en 1807. Apprécié par les compositeurs occidentaux en raison de l'effet dramatique produit par sa sonorité profonde et métallique, il a été introduit parmi les percussions de l'orchestre symphonique au XIXe siècle. C'est ainsi que Berlioz y a recours, notamment dans sa Grande messe des morts, dans La Damnation de Faust, dans la Marche funèbre pour la dernière scène d'Hamlet (troisième volet des Tristia) et dans Les Troyens, Debussy dans La Mer, et Ravel, dans La Valse et dans le Boléro.
Une de ses premières utilisations dans la musique militaire aurait été décidée à l'occasion de l'inhumation des restes de Napoléon Bonaparte aux Invalides le 15 décembre 1840[réf. nécessaire].
Selon l'Encyclopædia Britannica, la qualité de la sonorité des tam-tams serait due à la composition de leur bronze comprenant quatre-vingts parties de cuivre pour vingt d'étain, ainsi qu'à leur trempe à l'eau froide. Cette particularité aurait été redécouverte au début du XIXe siècle par le chimiste Jean-Pierre Joseph d'Arcet.